# جوليوس هيوليان
جوليوس هيوليان (15 مارس 1903 - فبراير 1974) لاعب كرة قدم أمريكي الجنسية سويدي المولد راحل كان يجيد اللعب في خط حراسة المرمى.
لعب طوال مسيرته الرياضية في أندية شيكاغو سبارتا وشيكاغو ووندربولتس.
مثل منتخب الولايات المتحدة في مباراتين (1934). شارك مع منتخب الولايات المتحدة في بطولة كأس العالم 1934 في إيطاليا حيث خرج من الدور الثمن النهائي.

## وصلات خارجية
- جوليوس هيوليان على موقع الاتحاد الدولي (مؤرشف)  (الإنجليزية)
- جوليوس هيوليان على موقع قاعدة بيانات كرة القدم.إي يو (الإنجليزية)
- جوليوس هيوليان على موقع ناشيونال فوتبول تيمز (الإنجليزية)
- جوليوس هيوليان على موقع Soccerway.com (الإنجليزية)
- جوليوس هيوليان على موقع عالم كرة القدم.نت (الإنجليزية)

- هذا سيرة ذاتية